# Armas Äikiä
Armas Äikiä (né le 14 mars 1904 à Pyhäjärvi Vpl et mort le 20 novembre 1965 à Helsinki) est un écrivain, journaliste et militant communiste finlandais.

## Biographie
Il est ministre de l'Agriculture sous la République démocratique finlandaise de décembre 1939 à mars 1940. 
Il a écrit notamment l'hymne de la République socialiste soviétique carélo-finnoise.
De retour en Finlande, craignant la répression en URSS, où le Parti communiste a été interdit, il a passé des années en prison et a écrit des poèmes considérés comme « provocateurs », où il dénonçait par ailleurs les Grandes Purges staliniennes.

## Œuvres
- (fi) écrivains multiples, Vallankumousrunoja, 1928
- (fi) Kaksi Soturia, Petroskoi, 1941
- (fi) Laulu Kotkasta, Petroskoi, 1941
- (fi) Tulikehässä, Petroskoi, 1943
- (fi) Iskelmiä, Petroskoi, 1943
- (fi) Kalterilyyra, Petroskoi, 1945
- (fi) Tulikantele, Petroskoi, 1947
- (fi) Henkipatto, Kansankulttuuri, 1948
- (fi) Kolmas Tie, 1948
- (fi) Vladimir Majakovski, 1950
- (fi) Lotta Hilpeläinen, 1952
- (fi) Sinisten Silmien Tähden, 1952
- (fi) Tänään ja Vuonna 1965, 1959
- (fi) Laulaja Tulvoren Juurella, 1962
- (fi) Stihotvorenija, 1963